# Bering-tengeri sirály
A bering-tengeri sirály (Larus glaucescens) a madarak (Aves) osztályába a lilealakúak (Charadriiformes) rendjébe, ezen belül a sirályfélék (Laridae) családjába tartozó faj.

## Előfordulása
Kanada, az Amerikai Egyesült Államok, Japán és Oroszország területén honos. Kóborlásai során eljut Kínába, Hongkongba, Marokkóba és Spanyolországba is.

## Megjelenése
Testhossza 61-69 centiméter.
|  |  |  |

## Életmódja
A vízre szállva, vagy a levegőben repülve szerzi elsősorban állati eredetű táplálékát.

## Szaporodása
A tojásokon 27-29 napig kotlik. A fiatal madarak 35-40 napos korukban repülnek ki. 
|  |  |